# Theodor Angehrn
Theodor Angehrn SJ (ungarisch Angehrn Tivadar; * 23. November 1872 in Hagenwil bei Amriswil, Kanton Thurgau; † 29. Februar 1952 in Feldkirch, Vorarlberg, Österreich) war ein Schweizer Jesuit und Astronom.

## Leben
Der aus einer Familie mit siebzehn Kindern stammende Angehrn besuchte die Sekundarschule in Schwyz, ein ehemaliges Jesuitenkolleg. 1893 trat er in Tyrnau in die Gesellschaft Jesu ein. Er absolvierte sein Noviziat und studierte von 1895 bis 1898 Philosophie in Pressburg, anschliessend von 1898 bis 1902 in Mariaschein und Kalocsa. Von 1903 bis 1906 studierte er Theologie an der Universität Innsbruck, 1905 wurde er in Innsbruck zum Priester geweiht.
Ab 1906 studierte er Astronomie an den Universitäten Wien und Budapest bei Radó von Kövesligethy (1862–1934), damals Direktor des Kosmographischen Instituts in Budapest, und hörte Vorlesungen in Mathematik, Meteorologie und Seismologie. Von 1906 bis 1909 arbeitete er als Assistent Julius Fényis am Haynald-Observatorium in Kalocsa. 1909 wurde er promoviert. 1913 wurde er als Nachfolger Féynis, der das Amt aus gesundheitlichen Gründen aufgeben musste, zum Direktor des Haynald-Observatoriums ernannt. Er setzte zunächst Féynis Sonnenbeobachtungen fort und veröffentlichte dessen Protuberanzen-Beobachtungen. Ab 1920 legte er den Schwerpunkt auf meteorologische Beobachtungen. Er führte die Sternwarte durch die beiden Weltkriege und die wirtschaftlich schwierige Zwischenkriegszeit. 1949 wurde er vom Staatssicherheitsdienst verhaftet und durfte erst nach Intervention des Schweizer Botschafters das Land verlassen. 1950 wurde das Observatorium von der kommunistischen Regierung geschlossen.
Angehrn war Mitglied der Ungarischen Akademie der Wissenschaften.

## Werke
- A soláris konstans megállaptása. A kalocsai sugárzásmérésekböl. Franklin-Társulat, Budapest 1909 (Dissertation).
- Fényi Gyula S. J. 1845–1927. Pesti Könyvnyomda, Budapest 1928.
- A Haynald Obszervatórium. A csillagda 50 éves jubileuma alkalmából. Árpád részvénytársaság könyvnyomdája, Budapest/Kalocsa 1928.
- A kalocsai csapadékviszonyok. Stephaneum Nyomda és Könyvkiadó, Budapest 1932.
- Légáramlások Kalocsán. Az anemograf tizves adatai alapján székfoglaló értekezés. Csapp János könyvnyomda, Kisújszállás 1936.
- Kalocsa hömérséklete (1881–1930). Árpád részvénytársaság könyvnyomdája, Budapest/Kalocsa 1940.
- Imádkoztassuk betegeinket. Korda Kiadó, Budapest 1941.